# بیست و یکمین دوره کتاب سال جمهوری اسلامی ایران
مراسم بیست و یکمین دوره کتاب سال جمهوری اسلامی ایران در بهمن ۱۳۸۲ برگزار شد.

## برگزیدگان
| بخش                | شاخه   | عنوان کتاب                                                          | پدیدآورنده(ها)                                                         | ناشر                                                                       |
| ------------------ | ------ | ------------------------------------------------------------------- | ---------------------------------------------------------------------- | -------------------------------------------------------------------------- |
| کلیات              |        | فهرست‌واره کتاب‌های فارسی                                             | احمد منزوی                                                             | مرکز دائرةالمعارف بزرگ اسلامی                                              |
| کلیات              |        | فرهنگ آثار                                                          | نویسنده: اسماعیل سعادت، احمد سمیعی، ابوالحسن نجفی سرپرست: رضا سیدحسینی | سروش                                                                       |
| دین                |        | موسوعه الفقه الاسلامی طبقاً لمذهب اهل البیت علیهم السلام             | مؤسسه دائرةالمعارف الفقه اسلامی                                        | موسسه دائرةالمعارف فقه اسلامی                                              |
| دین                |        | دانشنامه امام علی علیه السلام                                       | نویسنده: پژوهشگاه فرهنگ و اندیشه اسلامی زیرنظر: علی اکبر رشاد          | مرکز نشر آثار پژوهشگاه فرهنگ و اندیشه اسلامی                               |
| دین                |        | حقوق و وظایف شهروندان و دولتمردان                                   | سید جواد ورعی                                                          | دبیرخانه مجلس خبرگان رهبری                                                 |
| دین                |        | آزادی، عقل و ایمان                                                  | محمد سروش                                                              | دبیرخانه مجلس خبرگان رهبری                                                 |
| دین                |        | ربا (پیشینه تاریخی ربا، ربا در قرآن و سنت، انواع ربا و فرار از ربا) | جامعه مدرسین حوزه علمیه قم                                             | موسسه بوستان کتاب                                                          |
| فلسفه و روانشنانسی |        | وحدت وجود به روایت ابن عربی و مایستر اکهارت                         | قاسم کاکائی با همکاری: مرکز بین‌المللی گفتگوی تمدن‌ها                    | هرمس                                                                       |
| فلسفه و روانشنانسی |        | پژوهش‌هایی دربارهٔ محمد غزالی و فخر رازی                              | نصرالله پورجوادی                                                       | مرکز نشر دانشگاهی                                                          |
| فلسفه و روانشنانسی |        | تاریخ جنون                                                          | نویسنده: میشل فوکو ترجمه: فاطمه ولیانی                                 | هرمس                                                                       |
| فلسفه و روانشنانسی |        | منطق موجهات                                                         | ضیاء موحد                                                              | هرمس                                                                       |
| فلسفه و روانشنانسی |        | آرای دانشمندان مسلمان در تعلیم و تربیت و مبانی آن                   | نویسنده: بهروز رفیعی زیرنظر: علیرضا اعرافی                             | پژوهشکده حوزه و دانشگاه و سازمان مطالعات و تدوین کتب علوم انسانی دانشگاه‌ها |
| علوم خاص           |        | فرهنگ کشاورزی و منابع طبیعی                                         | فرهنگستان علوم جمهوری اسلامی ایران                                     | موسسه انتشارات و چاپ دانشگاه تهران                                         |
| علوم کاربردی       |        | شیشه، ساختار، خواص و کاربرد                                         | واهاک مارقوسیان                                                        | مرکز انتشارات دانشگاه علم و صنعت ایران                                     |
| ادبیات             | زبان   | فرهنگ بزرگ سخن                                                      | ویراستار: کمال اجتماعی‌جندقی زیرنظر: حسن انوری نویسنده: جمیله اخیانی    | سخن                                                                        |
| ادبیات             | شعر    | دیوان ظهیرالدین فاریابی                                             | تحقیق و تصحیح: امیرحسن یزدگردی و علی‌اصغر دادبه                         |                                                                            |
| هنر                | موسیقی | روش نوین مبانی اجرای موسیقی                                         | ویراستار: غلام‌محمد قره‌چمنی نویسنده: شریف لطفی                          | دانشگاه هنر                                                                |
| کودک و نوجوان      |        | آشنایی با صنعت چاپ                                                  | اسماعیل دمیرچی                                                         | سازمان چاپ و انتشارات وزارت فرهنگ و ارشاد اسلامی                           |
| کودک و نوجوان      | داستان | روز خشم (روایت داستانی از زندگی حجر بن عدی)                         | سینا علوی                                                              | حوزه هنری سازمان تبلیغات اسلامی                                            |
| کودک و نوجوان      | داستان | هلی فسقلی در سرزمین غولها                                           | شکوه قاسم‌نیا                                                           | نشر پیدایش                                                                 |
| کودک و نوجوان      | داستان | کوله پشتی ات کجاست؟                                                 | عرفان نظرآهاری                                                         | کتاب‌های پروانه                                                             |

## شایستگان تقدیر
| معرفت و معنویت                                          | سید حسین نصر                                          | انشالله رحمتی                                      |  | دفتر پژوهش و نشر سهروردی، با همکاری مرکز بین‌المللی گفت و گوی تمدن‌ها | ۱۳۸۰  | شایسته تقدیر | فلسفه اسلامی             |
| از مدرنیسم تا پست مدرنیسم                               | لارنس کهون                                            | عبدالکریم رشیدیان و دیگران                         |  | نی                                                                  | ۱۳۸۱  | شایسته تقدیر | فلسفه غرب                |
| فلسفه علم در قرن بیستم                                  | دانالد گیلیس                                          | حسن میانداری                                       |  | سازمان مطالعه و تدوین کتب علوم انسانی دانشگاه ها؛ مؤسسه فرهنگی طه   | ۱۳۸۱  | شایسته تقدیر | فلسفه غرب                |
| درآمدی بر فلسفه طب                                      | هنریک ولف، استیگ آندرپدرسون، ریین روزنبرگ             | همایون مصلحی                                       |  | طرح نو                                                              | ۱۳۸۱  | شایسته تقدیر | فلسفه غرب                |
| شیوه‌های تغییر رفتار                                     | ریموند میلتن برگر                                     | علی فتحی آشتیانی، هادی عظیمی                       |  | سازمان مطالعه و تدوین کتب علوم انسانی دانشگاه‌ها                     | ۱۳۸۱  | شایسته تقدیر | روان‌شناسی                |
| تاریخ امام حسین (ع)                                     | سازمان پژوهش و برنامه‌ریزی آموزشی                      |                                                    |  | سازمان پژوهش و برنامه‌ریزی آموزشی، دفتر انتشارات کمک آموزشی          | ۱۳۸۱  | شایسته تقدیر | سیره معصومین             |
| نقش تقیه در استنباط                                     | نعمت‌الله صفری                                         |                                                    |  | بوستان کتاب قم                                                      | ۱۳۸۱  | شایسته تقدیر | فقه و اصول               |
| شبهات و ردود حو القرآن الکریم                           | محمد هادی معرفت                                       |                                                    |  | مؤسسه التمهید                                                       | ۱۴۲۳ق | شایسته تقدیر | علوم قرآنی               |
| پژوهشی در اعجاز علمی قرآن                               | محمدعلی رضایی                                         |                                                    |  | کتاب مبین                                                           | ۱۳۸۰  | شایسته تقدیر | علوم قرآنی               |
| دربارهٔ تقسیم کار اجتماعی                                | امیل دورکیم                                           | باقر پرهام                                         |  | نشرمرکز                                                             | ۱۳۸۱  | شایسته تقدیر | جامعه‌شناسی               |
| قدرت جامعه مدنی و مطبوعات                               | هادی خانیکی                                           |                                                    |  | طرح نو                                                              | ۱۳۸۱  | شایسته تقدیر | جامعه‌شناسی               |
| نظریه رفاه (سیاست اجتماعی چیست؟)                        | تونی فیتنر پتریک                                      | هرمز همایون پور                                    |  | مؤسسه عالی پژوهش تأمین اجتماعی                                      | ۱۳۸۱  | شایسته تقدیر | جامعه‌شناسی               |
| خلیج فارس و مسائل آن                                    | بیژن اسدی                                             |                                                    |  | سازمان مطالعه و تدوین علوم انسانی دانشگاه‌ها                         | ۱۳۸۱  | شایسته تقدیر | علوم سیاسی               |
| اقتصاد منابع تجدید شونده                                | مجید احمدیان                                          |                                                    |  | سازمان مطالعه و تدوین علوم انسانی دانشگاه‌ها                         | ۱۳۸۱  | شایسته تقدیر | اقتصاد                   |
| اقتصادسنجی کاربردی (رویکردهای نوین)                     | حمید ابریشمی                                          |                                                    |  | دانشگاه تهران، مؤسسه انتشارات و چاپ                                 | ۱۳۸۱  | شایسته تقدیر | اقتصاد                   |
| حسابداری صنعتی                                          | عزیز عالی ور                                          | عزیز عالی ور                                       |  | سازمان حسابرسی، مرکز تحقیقات تخصصی حسابداری و حسابرسی               | ۱۳۸۱  | شایسته تقدیر | حسابداری                 |
| فرهنگ اصطلاحات دوره قاجار، قشون و نظمیه                 | یحیی مدرسی، حسین سامعی، زهرا صفوی                     |                                                    |  | دفتر پژوهش‌های فرهنگی                                                | ۱۳۸۱  | شایسته تقدیر | زبان فارسی               |
| تراز دگرگونی‌های آوایی: جستاری در واج‌شناسی در زمانی      | آندره مارتینه                                         | هرمز میلانیان                                      |  | هرمس                                                                | ۱۳۸۰  | شایسته تقدیر | زبان‌شناسی                |
| آنالیز عددی                                             | دیوید کینکید، وارد چنی                                | فائزه توتونیان، منصور صائمی                        |  | دانشگاه امام رضا (ع)                                                | ۱۳۸۱  | شایسته تقدیر | ریاضیات                  |
| زمین‌شناسی پوسته اقیانوسی: پترولوژی و دینامیک درونی      | تیری ژوتو، رنه موری                                   | علی درویش زاده                                     |  | دانشگاه تهران، مؤسسه انتشارات و چاپ                                 | ۱۳۸۱  | شایسته تقدیر | زمین‌شناسی                |
| پاتولوژی تومورها (ج۶:پاتولوژی تومورهای استخوان و مفاصل) | پرویز دبیری                                           |                                                    |  | انستیتو تحقیقات علمی بیولوژی مولکولی و بیوفیزیک ایران               | ۱۳۸۱  | شایسته تقدیر | پزشکی                    |
| اصول تشخیصی و درمانی بیماری‌های پستان                    | معصومه گیتی، الهام رحیمیان، علی عرب خردمند            |                                                    |  | رضوان پرتو                                                          | ۱۳۸۱  | شایسته تقدیر | پزشکی                    |
| آسیب‌شناسی سیستماتیک ماهی                                | هیو ویلیام فرگوسن                                     | داور شاهسونی، احمدرضا موثقی                        |  | دانشگاه فردوسی                                                      | ۱۳۸۱  | شایسته تقدیر | دامپزشکی                 |
| اصول مهندسی نورد                                        | محمد محسن مشکسار                                      |                                                    |  | بی نا (دانشگاه شیراز)                                               | ۱۳۸۱  | شایسته تقدیر | مواد و معدن              |
| عملیات گرمایی، ساختار و خواص آلیاژهای غیر آهنی          | چارل ار. بروکس                                        | اردشیر طهماسبی                                     |  | مرکز نشر دانشگاهی                                                   | ۱۳۸۱  | شایسته تقدیر | مواد و معدن              |
| بررسی هارمونیکی سیستم‌های قدرت                           | جوز آریلاگا، بروس س. اسمیت، نویل ر. واتسن، آلن ر. وود | محمدعلی شرکت معصوم                                 |  | دانشگاه علم و صنعت ایران                                            | ۱۳۸۱  | شایسته تقدیر | برق                      |
| ترمودینامیک با نگرش مهندسی                              | یونس ای. سنجل، میشل ای. بولز                          | بهرام پوستی                                        |  | زنجان: دانشگاه زنجان، تهران: مرکز خدمات فرهنگی سالکان               | ۱۳۸۱  | شایسته تقدیر | مکانیک                   |
| مهندسی زلزله (مبانی و کاربردی)                          | حسن مقدم                                              |                                                    |  | فرهنگ                                                               | ۱۳۸۱  | شایسته تقدیر | عمران                    |
| مواد پلاستیک                                            | جی.ای. بریدسون                                        | حسین امیدیان، مهدی وفائیان                         |  | مرکز نشر دانشگاهی                                                   | ۱۳۸۱  | شایسته تقدیر | عمران                    |
| عملیات واحد مهندسی شیمی                                 | وارن ال. مک کیب، جولیان سی. اسمیت، پتر هریوت          | علی اصغر حمیدی، داوود رشتچیان، محمدمهدی منتظررحمتی |  | مرکز نشر دانشگاهی                                                   | ۱۳۸۱  | شایسته تقدیر | مهندسی شیمی              |
| زیست سنجی (بیومتری) جنگل                                | محمود زبیری                                           |                                                    |  | دانشگاه تهران، مؤسسه انتشارات و چاپ                                 | ۱۳۸۱  | شایسته تقدیر | کشاورزی                  |
| تأثیر محیط بر فعایت‌های ورزشی                            | لارنس ای. آرمسترانگ                                   | عباسعلی گائینی، محمدرضا حامدی نیا، مریم کوشکی      |  | سازمان مطالعه و تدوین کتب علوم انسانی دانشگاه‌ها                     | ۱۳۸۱  | شایسته تقدیر | ورزش                     |
| فیزیولوژی ورزش و فعالیت بدنی                            | جک اچ. ویلمور، دیوید ال. کاستیل                       | ضیاء معینی و دیگران                                |  | مبتکران                                                             | ۱۳۸۱  | شایسته تقدیر | ورزش                     |
| جستارهای شاهنامه پژوهی و مباحث دیگر ادبی                | محمود امیدسالار                                       |                                                    |  | بنیاد موقوفات دکتر محمود افشار                                      | ۱۳۸۱  | شایسته تقدیر | تاریخ و نقد ادبی         |
| شرح جامع مثنوی معنوی                                    | کریم زمانی                                            |                                                    |  | مؤسسه انتشارات اطلاعات                                              | ۱۳۸۱  | شایسته تقدیر | تاریخ و نقد ادبی         |
| داستان دگردیسی (روند دگرگونی‌های شعر نیما یوشیج)         | سعید حمیدیان                                          |                                                    |  | نیلوفر                                                              | ۱۳۸۱  | شایسته تقدیر | تاریخ و نقد ادبی         |
| مائده‌های زمینی و مائده‌های تازه                          | آندره ژید                                             | مهستی بحرینی                                       |  | نیلوفر                                                              | ۱۳۸۱  | شایسته تقدیر | ادبیات زبان‌های دیگر      |
| هزارپا                                                  | داوود غفارزادگان                                      |                                                    |  | وزارت آموزش و پرورش، مؤسسه فرهنگی منادی تربیت                       | ۱۳۸۱  | شایسته تقدیر | ادبیات کودکان و نوجوانان |
| کلاغه به خونه اش نرسید                                  | افسانه شعبان نژاد                                     |                                                    |  | مدرسه برهان                                                         | ۱۳۸۱  | شایسته تقدیر | ادبیات کودکان و نوجوانان |
| سرانجام صالحان                                          | نادر فضلی                                             |                                                    |  | مرکز فرهنگی انتشاراتی منیر                                          | ۱۳۸۱  | شایسته تقدیر | ادبیات کودکان و نوجوانان |
| ایران در شرق باستان                                     | ارنست هر تسفلد                                        | همایون صنعتی زاده                                  |  | پژوهشگاه علوم انسانی و مطالعات فرهنگی؛ دانشگاه شهید باهنر           | ۱۳۸۱  | شایسته تقدیر | تاریخ                    |
| جغرافیای تاریخی تهران                                   | محسن معتمدی                                           |                                                    |  | مرکز نشر دانشگاهی                                                   | ۱۳۸۱  | شایسته تقدیر | جغرافیا                  |
| جغرافیای سیاسی ایران                                    | محمدرضا حافظ نیا                                      |                                                    |  | سازمان مطالعه و تدوین کتب علوم انسانی دانشگاه‌ها                     | ۱۳۸۱  | شایسته تقدیر | جغرافیا                  |